# Маккіспорт (Пенсільванія)
Маккіспорт (англ. McKeesport) — місто (англ. city) в США, в окрузі Аллегені штату Пенсільванія. Населення — 17 727 осіб (2020).

## Географія
Маккіспорт розташований за координатами 40°20′31″ пн. ш. 79°50′42″ зх. д. / 40.34194° пн. ш. 79.84500° зх. д. (40.341877, -79.845007). За даними Бюро перепису населення США в 2010 році місто мало площу 14,02 км², з яких 13,06 км² — суходіл та 0,95 км² — водойми.

### Клімат
| Клімат : Маккіспорт     | Клімат : Маккіспорт | Клімат : Маккіспорт | Клімат : Маккіспорт | Клімат : Маккіспорт | Клімат : Маккіспорт | Клімат : Маккіспорт | Клімат : Маккіспорт | Клімат : Маккіспорт | Клімат : Маккіспорт | Клімат : Маккіспорт | Клімат : Маккіспорт | Клімат : Маккіспорт | Клімат : Маккіспорт |
| Показник                | Січ.                | Лют.                | Бер.                | Квіт.               | Трав.               | Черв.               | Лип.                | Серп.               | Вер.                | Жовт.               | Лист.               | Груд.               | Рік                 |
| Середній максимум, °C   | 3,9                 | 4,4                 | 10,6                | 17,2                | 21,7                | 26,7                | 28,9                | 28,3                | 24,4                | 17,8                | 11,7                | 5,6                 | 16,7                |
| Середня температура, °C | −1,1                | −0,6                | 4,4                 | 10,6                | 15,0                | 20,0                | 22,8                | 22,2                | 18,3                | 11,7                | 6,1                 | 1,1                 | 11,1                |
| Середній мінімум, °C    | −5,6                | −5,6                | −1,7                | 3,9                 | 8,3                 | 13,9                | 16,1                | 15,6                | 11,7                | 5,0                 | 0,6                 | −3,9                | 5,0                 |
| Норма опадів, мм        | 69                  | 58                  | 81                  | 81                  | 94                  | 97                  | 91                  | 84                  | 76                  | 58                  | 64                  | 66                  | 917                 |
| ----------------------- | ------------------- | ------------------- | ------------------- | ------------------- | ------------------- | ------------------- | ------------------- | ------------------- | ------------------- | ------------------- | ------------------- | ------------------- | ------------------- |
| Джерело: Weatherbase    |                     |                     |                     |                     |                     |                     |                     |                     |                     |                     |                     |                     |                     |

## Демографія
Згідно з переписом 2010 року, у місті мешкала 19 731 особа в 8353 домогосподарствах у складі 4668 родин. Густота населення становила 1408 осіб/км². Було 10088 помешкань (720/км²).
Расовий склад населення:
| - 62,3 % — білих - 31,9 % — чорних або афроамериканців - 0,3 % — корінних американців - 0,3 % — азіатів |

До двох чи більше рас належало 4,6 %. Частка іспаномовних становила 2,3 % від усіх жителів.
За віковим діапазоном населення розподілялося таким чином: 23,5 % — особи молодші 18 років, 58,2 % — особи у віці 18—64 років, 18,3 % — особи у віці 65 років та старші. Медіана віку мешканця становила 41,5 року. На 100 осіб жіночої статі у місті припадало 86,7 чоловіків; на 100 жінок у віці від 18 років та старших — 82,0 чоловіків також старших 18 років.
Середній дохід на одне домашнє господарство становив 37 936 доларів США (медіана — 25 697), а середній дохід на одну сім'ю — 49 434 долари (медіана — 39 886). Медіана доходів становила 40 476 доларів для чоловіків та 30 472 долари для жінок. За межею бідності перебувало 34,0 % осіб, у тому числі 52,9 % дітей у віці до 18 років та 18,6 % осіб у віці 65 років та старших.
Цивільне працевлаштоване населення становило 7600 осіб. Основні галузі зайнятості: освіта, охорона здоров'я та соціальна допомога — 31,8 %, мистецтво, розваги та відпочинок — 13,1 %, роздрібна торгівля — 11,4 %.